# 吐万緒
吐万 緒（とばん しょ、生没年不詳）は、中国の隋の軍人。字は長緒。本貫は代郡。

## 経歴
吐万通の子として生まれた。北周のとき撫軍将軍を初任とし、元寿県公の爵位を嗣いだ。幾度か征戦に従って、大将軍・少司武に累進した。581年、隋が建国されると、襄州総管に任ぜられ、穀城郡公に進んだ。まもなく青州総管に転じた。朔州総管となり、突厥を牽制した。585年、徐州総管に転じ、南朝陳に対する戦争の準備にあたった。589年、隋軍が大挙して長江を渡ると、吐万緒は行軍総管として、西河公竇洪景とともに江北に駐屯した。591年、夏州総管となった。
晋王楊広の厚遇を受け、楊広が皇太子となると、召されて左虞候率となった。604年、煬帝（楊広）が即位すると、漢王楊諒が乱を起こすのに備えて、吐万緒は晋絳二州刺史に任ぜられた。吐万緒が関中から出ないうちに、楊諒は兵を派遣して蒲坂に拠らせ、黄河の橋を落としたので、吐万緒は進むことができなくなった。楊素の下で楊諒の軍を撃破し、左武候将軍に任ぜられた。605年、光禄卿に転じた。賀若弼が讒言に遭うと、吐万緒は賀若弼を弁護したので、免官された。1年あまりして、東平郡太守の代行に任ぜられた。しばらくして煬帝が江都に幸すると、吐万緒は頭を下げて往事のことを陳謝した。煬帝は喜び、太守のまま金紫光禄大夫に任じた。611年、第一次高句麗遠征が準備されると、吐万緒は先鋒をつとめることを願い出て、左屯衛大将軍に任ぜられた。612年、数万の兵を率いて蓋馬道を進んだ。隋軍が大敗して帰還の途につくと、吐万緒は懐遠にとどまり、位は左光禄大夫に進んだ。
劉元進が江南で乱を起こして潤州を攻めると、煬帝は吐万緒を召し出して乱を討たせた。吐万緒が兵を率いて楊子津に到着すると、劉元進は茅浦から長江を渡ろうとしたので、吐万緒はこれを攻撃して敗走させた。吐万緒は長江を渡って、水を背に柵を築いた。翌朝、劉元進が攻撃してくると、吐万緒はこれを迎え撃って破った。劉元進は潤州の包囲を解いて去った。吐万緒が曲阿に進軍すると、劉元進は柵を築いてはばんだ。吐万緒は騎兵でこれを破った。また朱燮や管崇らを毗陵で破り、黄山を包囲して、叛乱軍の多くを降した。管崇や陸顗ら5000人あまりを斬り、子女3万人あまりを収容して江都宮に送った。さらに進軍して会稽の包囲を解いた。劉元進が建安に拠ると、煬帝はこれを討つように命じたが、吐万緒は兵士の疲弊ぶりをみて、休息して来春を待つよう上奏した。煬帝は喜ばず、ひそかに吐万緒の過失を探させた。吐万緒は詔に違反したと弾劾され、官爵を剥奪されて庶民に落とされ、一兵卒として建安に配備された。まもなく煬帝に召されて江都におもむいたが、再起はかなわず、戦地に戻る途中に永嘉で発病して死去した。

## 伝記資料
- 『隋書』巻六十五 列伝第三十
- 『北史』巻七十八 列伝第六十六